# Crosby (Washington)
Crosby az Amerikai Egyesült Államok északnyugati részén, Washington állam Kitsap megyéjében elhelyezkedő önkormányzat nélküli település.
Crosby postahivatala 1891 és 1918 között működik. A település névadója egy azonos nevű brit település.

## Fordítás
Ez a szócikk részben vagy egészben  a   Crosby, Washington című angol Wikipédia-szócikk ezen változatának fordításán alapul.  Az eredeti cikk szerkesztőit annak laptörténete sorolja fel. Ez a jelzés csupán a megfogalmazás eredetét és a szerzői jogokat jelzi, nem szolgál a cikkben szereplő információk forrásmegjelöléseként.